# Aluta aspera
Aluta aspera är en myrtenväxtart som först beskrevs av Ernst Georg Pritzel, och fick sitt nu gällande namn av Barbara Lynette Rye och Malcolm Eric Trudgen. Aluta aspera ingår i släktet Aluta och familjen myrtenväxter.

## Underarter
Arten delas in i följande underarter:
- A. a. aspera
- A. a. hesperia
- A. a. localis